# Нетикет
Нетикет (неологизъм, съставен от думите „интернет“ и „етикет“) е събирателен термин за нормите на етично поведение и общуване между хората в Интернет пространството. Потребността от нетикета възниква с навлизането на съвременните комуникации в ежедневието и поради множеството ограничения, които тази среда на общуване налага.
Потребност от спазване на нетикет има при всички форми на компютърно-опосредствано общуване: електронна поща, приложения за instant messaging като ICQ и Skype, приложения за чат, интернет форуми и дъски за съобщения, онлайн общности като Orkut, Last.fm, Уикипедия.
Правилата най-общо зависят от това дали комуникацията:
- е междуличностна или групова,
- е формална (делова) или неформална,
- е частна или публична,
- е синхронна или асинхронна,
- се провежда на роден или на чужд език (в т.ч. и азбука).

Правилата за поведение са общоприети, макар че различните общности могат да въвеждат свои допълнителни специфични изисквания. По тази причина в ръководствата по нетикет се препоръчва, когато потребителят попадне в нова общност, първо да прочете нейните „Често задавани въпроси“ и да прекара известно време като наблюдател, преди сам да започне да взема участие в комуникационния процес. Изчерпателен списък от най-често прилаганите норми на поведение е даден в RFC 1855 на световното Интернет общество.
Правилата на нетикета засягат както съдържанието, така и формата на общуване.
- По отношение на съдържанието: Недопустими според нетикета са отправянето на обиди и заплахи, намесите в личните пространства, флуудването, рекламирането извън създадените за тази цел бизнес мрежи. В различните общности има и различна степен на толерантност към дискусиите извън темата (off-topic discussions) и към разкриването на сюжети (spoilers).
- По отношение на формата: Според нетикета на много общности писането изцяло с главни букви е израз на агресия, а неправомерната употреба на акроними и l33t talk на английски и шльокавица на български – израз на неуважение към останалите участници в комуникационния процес.

Нетикетът съобразява общуването и с ограниченията на средата – текстуалния канал, при който по-трудно се предават интонацията и емоциите, които достигат до събеседниците при едно живо общуване. Затова нетикетът насърчава потребителите да използват емотикони винаги когато това е уместно или наложително.
При всичките различия между нетикета на различните общности, едно правило е общовалидно и обикновено поставяно на първо място в ръководствата: „Никога не забравяйте, че отсреща стои човек, когото можете да нараните емоционално.“ Или както го формулира авторката на първата книга по нетикет, Виржиния Ший: „В Интернет никога не бива да правиш нещо, за което смелостта не би ти стигнала наживо“.